# کلیسای جامع حضرت مریم (ارومیه)
کلیسای جامع حضرت مریم که به نام کلیسای جامع مادر خدا مریم مقدس نیز شناخته می‌شود، کلیسایی آشوری در خیابان میرزاییان ارومیه، در شمال غرب ایران است.